# Lathys foxi
Lathys foxi är en spindelart som först beskrevs av Marx 1891.  Lathys foxi ingår i släktet Lathys och familjen kardarspindlar. Inga underarter finns listade i Catalogue of Life.